# Sobi's Mystic
Sobi's Mystic es una película romántica nigeriana de 2017, escrita, producida y dirigida por la cineasta Biodun Stephen.

## Sinopsis
Sobi es un mujeriego que siempre obtiene lo que busca. Un día conoce a Mystic en un club nocturno. Después de una serie de encuentros sexuales él desarrolló sentimientos que no fueron correspondidos y su relación terminó. Esto aumentó su interés por ella hasta descubrir que Mistic tiene otro tipo de vida.

## Elenco
- Bolaji Ogunmola como Aida / Mystic
- Kunle Remi como Sobi
- Mofe Duncan como Fowe[2]

## Recepción
Recibió una calificación de 4/5 de Nollywood Reinvented, quien elogió la originalidad e imprevisibilidad de las tramas y la adherencia a los detalles. En su revisión, la película fue elogiada por permitir que la audiencia tenga varias teorías sobre cómo se desarrollará la historia, pero eventualmente tomando otra dirección. En True Nollywood Stories, fue elogiada por su originalidad, minuciosidad, actuaciones musicales y buen sonido y actuación de Ogunmola como Aída, pero criticó el personaje de "Mystic", describiéndolo como "demasiado difícil para ser sexy, difama sus palabras, entrecierra los ojos, se mueve lentamente y se retrata de una manera que parece forzada". También se observó que Sobi había retratado bien su personalidad de "playboy", pero su transición hacia el amor fue etiquetada como "poco realista". Obtuvo una calificación del 55% y el crítico concluyó que "Combina buena música, actos justos, una historia imaginativa y una resolución decepcionante, y termina como una película promedio". Daniel Okechukwu en su reseña elogió la banda sonora y la historia.